# Unterwellenborn
Unterwellenborn ist eine Gemeinde im thüringischen Landkreis Saalfeld-Rudolstadt. Bekannt ist Unterwellenborn vor allem durch das Stahlwerk Maxhütte.

## Geografie
Angrenzende Gemeinden sind Hohenwarte, Kaulsdorf (Saale), Saalfeld/Saale, Rudolstadt und Uhlstädt-Kirchhasel im Landkreis Saalfeld-Rudolstadt sowie Krölpa im Saale-Orla-Kreis.

## Geschichte
1125 wurde Unterwellenborn als „Wellinginborn“ erstmals urkundlich erwähnt.
Zu DDR-Zeiten errichtete der VEB Gardinenwerk Eisleben unterhalb der Hütten des Stahlwerkes ein Betriebs-Ferienlager für die Kinder seiner Betriebsangehörigen, das nach 1990 dem Verfall preisgegeben wurde.

### Eingemeindungen
Zum 9. April 1994 wurden die Gemeinden Dorfkulm, Langenschade mit Reichenbach und Oberwellenborn nach Unterwellenborn eingemeindet.
Die heutige Gemeinde entstand am 1. Februar 2006 durch Zusammenlegung der bisher selbstständigen Gemeinden Birkigt, Goßwitz mit Bucha, Könitz, Lausnitz bei Pößneck und Unterwellenborn mit dem Ortsteil Röblitz. Die fünf Gemeinden hatten die Verwaltungsgemeinschaft Unterwellenborn gebildet, die zum selben Zeitpunkt aufgelöst wurde. Zum 6. Juli 2018 wurde die Gemeinde Kamsdorf (bestehend aus den Ortsteilen Großkamsdorf und Kleinkamsdorf) eingemeindet.
Damit sind für diese Großgemeinde mit mehr als 6000 Einwohnern aus heutiger Thüringer Landessicht zukunftsfähige und effiziente Verwaltungsstrukturen gegeben, und Unterwellenborn gehört zu den vier größten Kommunen im Landkreis Saalfeld-Rudolstadt.

### Einwohnerentwicklung
Entwicklung der Einwohnerzahl vor der Fusion im Jahre 2006 (31. Dezember):
| - 1994: 29160 - 1995: 2895 - 1996: 3005 - 1997: 3063 - 1998: 3067 - 1999: 3082 | - 2000: 30650 - 2001: 3040 - 2002: 3011 - 2003: 3007 - 2004: 2983 |

Entwicklung der Einwohnerzahl nach der Fusion im Jahre 2006 (31. Dezember):
| - 2006: 66110 - 2007: 6540 - 2008: 6467 - 2009: 6414 - 2010: 6371 - 2011: 6186 | - 2012: 61230 - 2013: 6043 - 2014: 6084 - 2015: 6069 - 2016: 5928 - 2017: 5906 | - 2018: 8513 1 - 2019: 8453 - 2020: 8398 - 2021: 8320 - 2022: 8426 - 2023: 8308 |

1 ab hier mit Eingemeindung von Kamsdorf
 Datenquelle: Thüringer Landesamt für Statistik

## Politik

### Gemeinderat
Das Ergebnis der Gemeinderatswahl am 26. Mai 2024 führte zu folgender  Zusammensetzung des Gemeinderats (mit Vergleich zur vorigen Wahl):
| Partei / Liste | Sitze | +/− |
| FWV            | 7     | − 4 |
| CDU            | 8     | + 1 |
| Linke          | 1     | − 1 |
| AfD            | 4     | + 4 |

### Bürgermeister
Andrea Wende wurde am 15. April 2018 zum wiederholten Mal im Amt als Bürgermeisterin bestätigt. Bei einer Wahlbeteiligung von 52,5 % erhielt sie 87,0 % der gültigen Stimmen bei einem Gegenkandidaten. André Gölitzer ist seit dem 1. Juni 2024 Bürgermeister der Gemeinde Unterwellenborn. Bei der Kommunalwahl am 26. Mai 2024 setzte sich der parteilose Kandidat mit 59,3 % der Stimmen gegen Silke Gollnick von den Freien Wählern durch. Die Wahlbeteiligung lag bei 67,4 %. Gölitzer trat die Nachfolge von Andrea Wende (Freie Wähler) an, die nach 18 Jahren im Amt nicht erneut kandidierte.

### Wappen

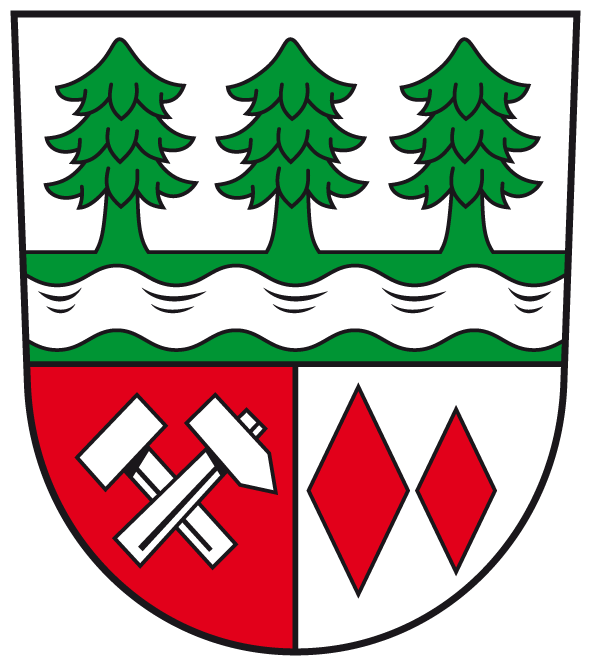
Wappen der Gemeinde Unterwellenborn

Das Wappen wurde am 8. März 2007 vom Thüringer Landesverwaltungsamt genehmigt.

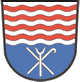
Wappen der Ortschaft Unterwellenborn

Blasonierung: „Geteilt und halbgespalten; oben in Silber aus einem grünen Balken, der mit einem silbernen Wellenbalken belegt ist, wachsend drei grüne Nadelbäume, unten rechts in Rot ein silbernes Gezähe, unten links in Silber zwei rote Rauten.“
Im Jahr 1994 wurde die Gemeinde Unterwellenborn, bestehend aus den Ortsteilen Unterwellenborn und Röblitz, um die bis dahin einzeln geführten Gemeinden Oberwellenborn, Langenschade-Reichenbach und Dorfkulm erweitert. Seit dem 1. Februar 2006 bilden nun vier weitere Dörfer – Könitz, Goßwitz, Birkigt und Lausnitz – mit Unterwellenborn eine Einheitsgemeinde. Mit dem Zusammenschluss wurde auch ein neues Wappen in Auftrag gegeben. Anliegen der Gestaltung war es, eine heraldisch korrekte Symbolik zu schaffen, in der sich alle Ortsteile finden können. – Die grünen Nadelbäume im oberen Teil stehen für die bewaldeten Ortsteile in der Landschaftsregion Heide.- Der silberne Wellenbalken ist ein Hinweis auf das bedeutsame Trinkwasser-Einzugsgebiet im Umfeld von Langenschade und steht auch für das Naherholungsgebiet am Hohenwartestausee. – Unten rechts ist das Bergbausymbol Eisen und Schlägel für den über viele Jahrhunderte umgegangenen Bergbau sowie die Eisenerzverhüttung in der Maxhütte enthalten. – Der linke untere Schildteil mit den beiden roten Rauten erinnert an das in Könitz einst ansässige Adelsgeschlecht derer von Könitz.
Wie bereits nach der in den 1990er Jahren erfolgten Veränderung übernahm der in Goßwitz ansässige Grafiker Manfred Fischer Entwurf und Gestaltung dieses Hoheitszeichens.

### Gemeindepartnerschaften
Unterwellenborn ist mit den Gemeinden Unterföhring in Bayern seit 1993 (Ortsteil Kamsdorf) und mit Metzingen in Baden-Württemberg seit 1990 (nach vorausgegangenen kirchlichen Kontakten) partnerschaftlich verbunden.

## Kultur und Sehenswürdigkeiten

### Bauwerke

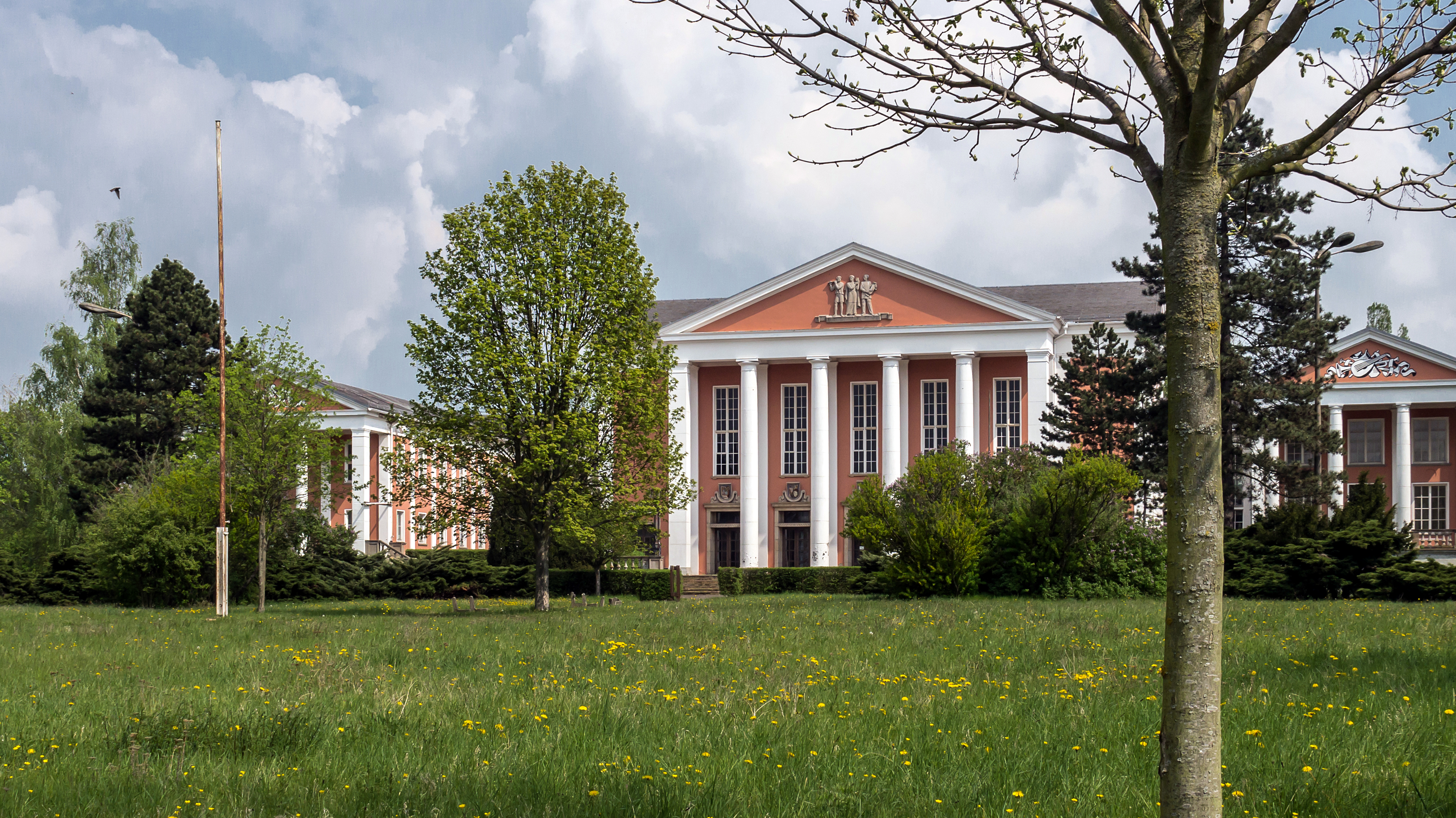
Kulturpalast

Das älteste Gebäude des Ortes ist die Kirche St. Nikolai, deren Chor auf das 12. Jahrhundert zurückgeht.
Der Kulturpalast des VEB Maxhütte Unterwellenborn, auch als Kulturhaus „Johannes R. Becher“ bezeichnet, wurde nach dreijähriger Bauzeit 1955 eröffnet und zählt zu den frühen, im neoklassizistischen Stil errichteten Kulturhäusern der DDR. Das Gebäudeensemble umfasste ursprünglich einen Theatersaal mit etwa 800 Plätzen, einen Musiksalon für 200 Personen, ein Foyer für Tanzveranstaltungen und Konferenzen mit ebenfalls 200 Plätzen, einen Tanz-Probensaal, Vortragsräume, eine Bücherei, mehrere Sitzungssäle sowie gastronomische Einrichtungen. Nach der deutschen Wiedervereinigung wurde das Haus nur noch sporadisch genutzt. Infolge fehlender Nutzung und Pflege verschlechterte sich der bauliche Zustand erheblich. Seit 2013 setzt sich ein Verein für den Erhalt und die Wiederbelebung des Gebäudes als kulturelles Zentrum ein. Trotz einzelner Sanierungsmaßnahmen ist das Gebäude weiterhin von Verfall bedroht; der Zustand des Daches gilt als kritisch. Die Zusammenarbeit zwischen dem Förderverein und den zuständigen Behörden gestaltet sich schwierig.

### Geschichtsdenkmale
Im Pfaffengrund erinnert ein 1966 errichteter Obelisk an die mehr als tausend Kriegsgefangenen sowie Frauen und Männer aus den von Deutschland besetzten Ländern, die in der Maxhütte und an anderen Orten schwerste Zwangsarbeit verrichten mussten. Wo der Obelisk steht, wurden 26 gefesselte und durch Genickschuss ermordete Zwangsarbeiter (darunter vier Mädchen) gefunden und auf den Friedhof in Saalfeld umgebettet. Bis 1989 erinnerte eine hölzerne Gedenktafel an 15 ermordete Zwangsarbeiter, die 1945 in einem Massengrab in einer Sandgrube nahe der Straße von Birkigt nach Friedebach gefunden wurden. An die Opfer des Todesmarsches der Häftlinge des KZ Buchenwald erinnert seit 1985 eine Stele, die an der B 281 errichtet wurde.

### Sport
Sportverein: SV Stahl Unterwellenborn

## Wirtschaft und Infrastruktur

### Verkehr

Das Bahnhofsgebäude in Könitz wird jetzt als Jugendklub genutzt

Unterwellenborn liegt an der Bahnstrecke Leipzig–Gera–Saalfeld. Im Gemeindegebiet liegen die Bahnhöfe Unterwellenborn und Könitz (Thür), an denen alle zwei Stunden die Regionalbahnlinie EB22 der Erfurter Bahn (unter dem Markennamen Elster-Saale-Bahn) hält. Diese hatte 2010 den Zuschlag für den Personennahverkehr im Vergabebereich Dieselnetz Ostthüringen erhalten. Am 10. Juni 2012 wurde der Betrieb von DB Regio übernommen. Die ebenfalls zweistündlich betriebene Express-Linie EBx12 fährt dagegen in Unterwellenborn und Könitz ohne Halt durch. Zum Einsatz kommen Fahrzeuge der Baureihe 650 (Stadler Regio-Shuttle RS1).
Im nahegelegenen Bahnhof Saalfeld (Saale) bestehen Umsteigemöglichkeiten nach Erfurt, nach Jena, nach Bad Lobenstein sowie nach Nürnberg.
Die Gemeinde liegt an der Bundesstraße 281 Eisfeld–Triptis. Über sie erreicht man die etwa sechs Kilometer westlich gelegene Kreisstadt Saalfeld/Saale und die etwa 33 Kilometer östlich gelegene Anschlussstelle Triptis der Bundesautobahn 9.

### Ansässige Unternehmen
Die jüngere Geschichte Unterwellenborns ist eng verwoben mit dem von 1872 bis 1996 dort ansässigen Stahl- und Walzwerk Maxhütte. Es wurde 1872 als Zweigwerk der Maximilianshütte im oberpfälzischen Sulzbach-Rosenberg in Betrieb genommen. Von 1921 bis 1946 war das Werk Teil des Flick-Konzerns. Ab 1936 wurde das Werk vollständig auf Rüstungsproduktion zur Vorbereitung und Durchführung des Zweiten Weltkriegs umgestellt.
Am 5. Juni 1946 wurde das Werk enteignet und zunächst als SAG-Betrieb, ab dem 1. Juli 1948 als Volkseigener Betrieb (VEB) weitergeführt. In den Wintermonaten 1948/49 folgten Tausende Jugendliche dem Aufruf der FDJ mit dem Titel Max braucht Wasser! zum Bau einer sechs Kilometer langen Fernwasserleitung zum Werk. In ihrer Spitzenzeit hatte die Maxhütte über 6000 Beschäftigte. Nach der Wende in der DDR wurde am 1. Juli 1990 aus dem VEB eine GmbH im Besitz der Treuhandanstalt. Nachdem ein Teil des Betriebsgeländes mit der erst 1985 in Betrieb gegangenen Kombinierten Formstahlstraße (Walzwerk) am 17. März 1992 an die Luxemburger Arbed-Gruppe verkauft worden war, wurde am 10. Juli 1992 der letzte Hochofen-Abstich vorgenommen, womit eine 120-jährige Geschichte der Roheisenproduktion beendet wurde.
Am 11. November 1995 ging das neue Elektrostahlwerk in Betrieb, das zusammen mit dem Walzwerk die Stahlwerk Thüringen GmbH bildet, in der ca. 700 Beschäftigte arbeiten. Seit dem Zusammenschluss mehrerer Stahlhersteller im Jahr 2001 gehört das Werk zur Arcelor-Gruppe. Die Maxhütte Unterwellenborn selbst wurde im Sommer 1996 aus dem Handelsregister gestrichen. Das Werk wurde im Jahr 2007 aus der Arcelor-Mittal-Gruppe ausgegliedert und von der spanischen Grupo Alfonso Gallardo übernommen. Seit Februar 2012 gehört das Werk zur brasilianischen Stahlgruppe Companhia Siderúrgica Nacional (CSN).

## Persönlichkeiten

### Söhne und Töchter des Ortes
- Klaus Hugo (1928–2007), Komponist
- Manfred Steiner (1934–2011), im Ortsteil Lausnitz geborener Politiker, Abgeordneter der Volkskammer der DDR
- Jo Winter (1944–2006), Pfarrer, Lyriker und DDR-Oppositioneller

### Weitere Persönlichkeiten
- Ernst Friedrich Wilhelm Lindig (1779–1852), Bergbaupionier
- Friedrich Franz (1889–1969), Metallurg an der Maxhütte
- Kurt Säuberlich (1904–1971), Metallurg an der Maxhütte
- Karl Ebert (1916–1974), katholischer Theologe, zeitweise Pfarrer in Unterwellenborn